# Аргенон
Аргенон (фр. Arguenon) је река у Француској. Дуга је 53 km. Улива се у Ламанш. 